# Harald Koch (Politiker, 1954)
Harald Koch (* 11. September 1954 in Sangerhausen) ist ein deutscher Politiker (BSW, bis 2014 Die Linke). Er war von 2009 bis 2013 Mitglied des Deutschen Bundestages.

## Leben
Der gelernte Chemie-Facharbeiter mit Tätigkeit in den Leuna-Werken erwarb 1986 einen Abschluss als Diplomökonom an der Humboldt-Universität in Berlin. Verschiedene politische Funktionen füllte er als SED-Mitglied (1976–1990) in seiner Heimatstadt Sangerhausen aus. 1991–2004 Mitglied der SPD, 2005–2007 der WASG und seitdem der Partei Die Linke, hatte er weiterhin öffentliche Ämter im Bereich Sangerhausen/Südharz inne.
Als Direktkandidat im Wahlkreis 75 (Mansfeld) zog er bei der Bundestagswahl 2009 in den Deutschen Bundestag ein. Dort war er ordentliches Mitglied im Finanzausschuss und im Verteidigungsausschuss. Zudem war er stellvertretendes Mitglied im Ausschuss für Ernährung, Landwirtschaft und Verbraucherschutz.
Im Juli 2014 wurde Harald Koch aus der Partei Die Linke ausgeschlossen, da er bei einer Landratswahl konkurrierend zur von der eigenen Partei aufgestellten Kandidatin angetreten war.
Im Januar 2024 trat Koch dem Bündnis Sahra Wagenknecht bei und nahm am ersten Bundesparteitag teil.
Koch ist verheiratet und hat drei erwachsene Kinder.